# Playa de La Mamola
La playa de La Mamola está situada en la localidad española de La Mamola, municipio de Polopos y parte del de Sorvilán, en la provincia de Granada, comunidad autónoma de Andalucía.